# Elymus brachyphyllus
Elymus brachyphyllus là một loài thực vật có hoa trong họ Hòa thảo. Loài này được (Boiss. & Hausskn.) Á.Löve mô tả khoa học đầu tiên năm 1984.